# The Duke of Burgundy
Pour plus de détails, voir Fiche technique et Distribution.
The Duke of Burgundy est un film dramatique britannico-hongrois réalisé par Peter Strickland, sorti en 2014.
Le casting est à 100% féminin.
Duke of Burgundy (Duc de Bourgogne) est le nom vernaculaire anglais du lépidoptère la Lucine.
Le film se déroule au début du XXe siècle, dans une luxueuse demeure perdue dans un coin de verdure. Deux femmes s’adonnent à des jeux saphiques sadomasochistes consentis.

## Synopsis

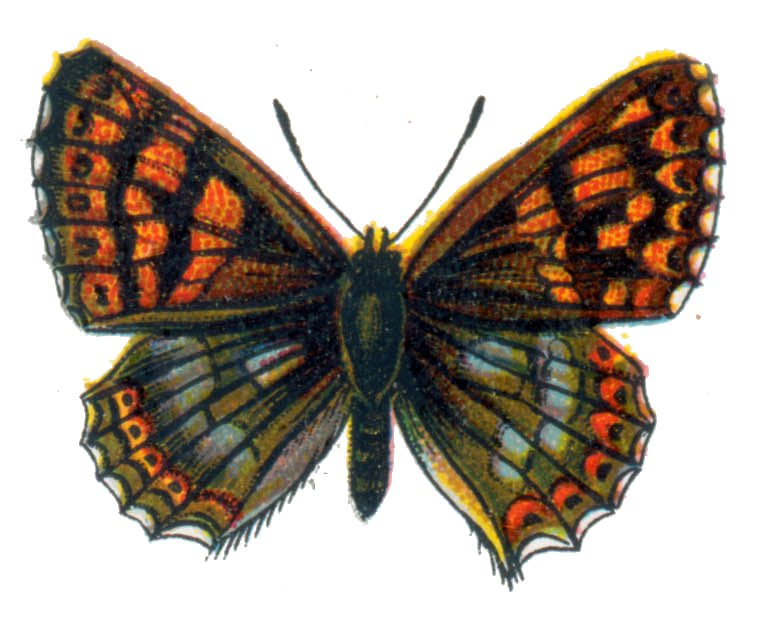
Papillon Duke of Bungundy

Evelyn étudie la lépidoptérologie auprès de Cynthia, qui donne fréquemment des conférences sur ses études. La première est amoureuse de la seconde, qui l'emploie comme femme de chambre dans sa maison, où elle est soumise à des attentes comportementales et à des normes élevées en matière de propreté. Lorsque Evelyn ne termine pas ses tâches ménagères à la satisfaction de Cynthia, cette dernière la punit. Il s'avère que Cynthia vacille de plus en plus dans sa domination et qu'Evelyn a orchestré le rôle de sa patronne et amante en écrivant les instructions à suivre pour des scènes spécifiques dans lesquelles le couple joue de la même manière chaque jour.
Alors qu'Evelyn atteint l'excitation sexuelle durant ces scènes, Cynthia agit uniquement pour assouvir les désirs de la jeune femme. Afin de plaire à Evelyn, Cynthia décide de demander à un charpentier de construire un lit avec un tiroir afin de l'enfermer toute la nuit en guise de punition, mais en raison du mécontentement d'Evelyn sur le temps de fabrication du lit, le projet échoue. Une solution est trouvée lorsque Evelyn exige de Cynthia qu'elle l'enferme dans un coffre la soirée en guise de nouvelle punition. Bien qu'amère, Cynthia accepte mais est confrontée à une douleur au dos au moment de soulever le coffre dans la chambre, prenant conscience qu'elle commence à vieillir.
Au fur et à mesure, les tensions dans le couple commencent à se faire sentir en raison des attentes insatisfaites d'Evelyn, accusée par Cynthia d'avoir poli les bottes d'une autre conférencière, ce qui est considéré comme une trahison. Puis, afin d'exprimer sa tristesse, Cynthia exige qu'Evelyn prépare son propre gâteau d'anniversaire, qu'elle mange en posant ses pieds sur le visage d'Evelyn, couchée par terre, qui ne prend pas plaisir. Mais les deux femmes se réconcilient et Evelyn convient de mettre moins l'accent sur ses besoins sexuels. La fin du film montre cependant que le couple reprend le même jeu des tâches ménagères.

## Fiche technique
- Titre original : The Duke of Burgundy
- Réalisation et scénario : Peter Strickland
- Directeur de la photographie : Nicholas D. Knowland
- Monteur : Mátyás Fekete
- Musique : Faris Badwan (en) et Rachel Zeffira
- Costumes : Andrea Flesch
- Décors : Pater Sparrow (hu) et Zsuzsa Mihalek
- Producteur : Andrew Starke
  - Producteur délégué : Ben Wheatley, Lizzie Francke, Anna Higgs, Amy Jump (en) et Ildikó Kemeny
- Société de production : Rook Films et Pioneer Pictures (en)
- Distributeur : Curzon Film World (Royaume-Uni), IFC Films (États-Unis), The Jokers et Bac Films (France)
- Pays d'origine : Royaume-Uni, Hongrie
- Lieux de tournage : 
  - Royaume-Uni
  - Hongrie : Leányfalu, Budapest, Sikáros, Sopron
- Langue : anglais
- Genre : Film dramatique
- Durée : 104 minutes (1 h 44)
- Date de sortie :
  - Canada : 6 septembre 2014 (Festival de Toronto)
  - Royaume-Uni : 9 octobre 2014
  - États-Unis : 10 octobre 2014
  - France et Belgique: 17 juin 2015
- Classification :
  - Australie : interdit aux moins de 15 ans[1]
  - France Classification CNC : tous publics, art et essai (visa d'exploitation no 142278 délivré le 15 mai 2015)[2]
  - Irlande : interdit aux moins de 18 ans[3]
  - Royaume-Uni : interdit aux moins de 18 ans[4]

## Distribution
- Sidse Babett Knudsen : Cynthia
- Chiara D'Anna : Evelyn
- Eugenia Caruso : Dr Fraxini
- Monica Swinn : Lorna
- Eszter Tompa : Dr Viridana
- Kata Bartsch : Dr Lurida
- Zita Kraszko : Dr Shuller
- Fatma Mohamed : l'ébéniste
- Gretchen Meddaugh : la médecin dans le public

Note : le film n'a pas été doublé pour sa sortie en salles et en vidéo en France et a été distribué en version originale sous-titrée.

## Production
L'idée de The Duke of Burgundy est née en 2013 lorsque le réalisateur Peter Strickland apprend que son film Berberian Sound Studio a été refusé à Cannes. Dans la foulée, Strickland rencontre le producteur Andrew Starke et de fil en aiguille, décident de faire un film à petit budget s'inspirant des films de Jess Franco et Luis Buñuel. Le réalisateur, également auteur du scénario, tente de remettre au goût du jour le cinéma érotique des années 1970, extrêmement controversée à cette époque, en s'inspirant des films de Franco et de leur atmosphère particulièrement sulfureuse.

« Je souhaitais non seulement m’inspirer de ses films comme modèles, mais aussi de sa façon de travailler : très rapidement, avec peu d’argent, peu d’acteurs et peu de décors. En même temps, il était important d’éviter tout plagiat, donc toute nudité, et les clichés normalement associés au sadomasochisme. »

— Peter Strickland
D'après Barry Didcock du quotidien écossais The Herald, la scène du film où une fille conduit une moto est un hommage à la scène d'ouverture du giallo Mais... qu'avez vous fait à Solange ? de Massimo Dallamano. Le film a la particularité d'avoir une distribution composée uniquement d'actrices. L'un des rôles principaux du film, celui de Cynthia, est confiée à l'actrice danoise Sidse Babett Knudsen, principalement connue pour avoir incarné le rôle principal de la série Borgen, une femme au pouvoir, dont c'est sa première participation à un film en langue anglaise. Knudsen était d'abord hésitante à participer au film, mais est finalement convaincue à y jouer après avoir vu Berberian Sound Studio. L'autre rôle principal, celui d'Evelyn, est tenu par Chiara D'Anna, qui avait tourné dans Berberian Sound Studio.
Le tournage s'est déroulé principalement en Hongrie. En raison du budget limité, le carrelage de la salle de bains bleu et blanc où se déroule une scène du film a été créé avec des autocollants, de même que beaucoup de papiers peints, imprimées à partir du web. En raison de la qualité et le détail des costumes, Sidse Babett Knudsen et Chiara D’Anna ont dû consacrer trois jours aux essayages.

## Bande originale
Singles
1. The Duke of Burgundy[13]
Sortie : 16 février 2015

La bande originale du film, signée par Cat's Eyes, est sorti en février 2015.
| No  | Titre                               | Durée |
| --- | ----------------------------------- | ----- |
| 1.  | Forest Intro                        | 0:38  |
| 2.  | The Duke of Burgundy                | 2:19  |
| 3.  | Moth                                | 1:29  |
| 4.  | Door No. 1                          | 1:11  |
| 5.  | Pavane                              | 0:58  |
| 6.  | Dr. Schuller                        | 0:13  |
| 7.  | Lamplight                           | 2:48  |
| 8.  | Door No. 2                          | 1:39  |
| 9.  | Carpenter Arrival                   | 3:33  |
| 10. | Reflection                          | 1:43  |
| 11. | Door No. 3                          | 1:39  |
| 12. | Black Madonna                       | 1:49  |
| 13. | Silkworm                            | 0:18  |
| 14. | Evelyn's Birthday                   | 2:07  |
| 15. | Evelyn's Birthday (Flute Version)   | 1:52  |
| 16. | Black Madonna (Cor Anglais Version) | 1:21  |
| 17. | Night Crickets                      | 0:20  |
| 18. | Requiem For the Duke of Burgundy    | 4:36  |
| 19. | Hautbois                            | 2:10  |
| 20. | Coat of Arms                        | 2:48  |

## Accueil

### Sortie du film et box-office
| Pays ou région | Box-office    | Date d'arrêt du box-office | Nombre de semaines |
| -------------- | ------------- | -------------------------- | ------------------ |
| États-Unis     | 64 521 $      | 22 mars 2015               | 7                  |
| France         | 3 557 entrées | 14 juillet 2015            | 4                  |
| Mondial,       | 175 668 $     | 8 décembre 2015            | NC                 |

The Duke of Burgundy a totalisé 64 521 $ de recettes sur le territoire américain et 111 147 $ à l'international,, pour un total de 175 668 $ de recettes mondiales, pour un budget de production estimé à 1 000 000 $. Le film n'a pas rencontré le succès commercial en raison d'une faible distribution en salles dans les pays où il est sorti.
En France, The Duke of Burgundy n'est parvenu qu'à totaliser 2 158 entrées lors de sa première semaine à l'affiche.

### Réception critique
Le long-métrage a obtenu un accueil largement favorable des critiques professionnels lors de sa sortie en salles, obtenant 92% sur le site Rotten Tomatoes, pour 79 critiques et une moyenne de 8⁄10. Dans son consensus, le site note qu'« élégant, sensuel et intelligent, The Duke of Burgundy prouve que le cinéma érotique peut avoir une substance authentique ». Le site Metacritic lui donne un score de 87⁄100, pour 24 critiques et une mention « largement apprécié ».
Le site AlloCiné lui attribue une moyenne modérée de 3,1⁄5, pour 17 critiques.